# Vars-sur-Roseix
 Vars-sur-Roseix  là một xã thuộc tỉnh Corrèze trong vùng Nouvelle-Aquitaine miền trung Pháp.